# Ephoron
Ephoron (лат.) — род подёнок из семейства Polymitarcyidae.

## Описание
Тело взрослых особей светлое без пятен. У самцов передние ноги редуцированы и не функционируют, представляют собой тупые коготки. У самок все ноги не функциональны.

## Экология
Личинки развиваются в реках, ручьях и литорали озёр в песчаном грунте. Они питаются, фильтруя частицы детрита взвешенные в воде. Самцы подёнок этого рода после завершения развития личиночной стадии линяют вначале в субимаго, а затем сразу в имаго, самки же спариваются на стадии субимаго, не превращаясь в имаго. Откладка яйца происходит на поверхность воды.
Для ряда видов (Ephoron virgo, Ephoron shigae) отмечен массовый синхронный вылет. Имаго, будучи привлечены уличными фонарями и автомобильными фарами, образуют большие скопления и могут вызвать затруднения для движения транспорта. Во Франции подёнок используют для кормления птиц или как наживку для ловли рыбы.

## Классификация
В мировой фауне известно 15 видов
- Ephoron album (Say, 1824)
- Ephoron annandalei (Chopra, 1927)
- Ephoron birmanus Navás, 1933
- Ephoron eophilum Ishiwata, 1996
- Ephoron indicus Pictet, 1843
- Ephoron leucon Williamson, 1802
- Ephoron limnobium Ishiwata, 1996
- Ephoron nakamurae Matsumura, 1941
- Ephoron nanchangi (Hsu, 1937)
- Ephoron nigridorsum (Tshernova, 1934)
- Ephoron ookaewae Techakijvej & Phalaraksh, 2021
- Ephoron punensis (Dubey, 1971)
- Ephoron savignyi (Pictet, 1843)
- Ephoron shigae (Takahashi, 1924)
- Ephoron virgo (Olivier, 1791)

## Распространение
Представители рода встречаются преимущественно в Голарктическом и Ориентальном зоогеографических регионах. Единственный вид, заходящий в Афротропику, — Ephoron savignyi.